# Delightful Forest
Pour plus de détails, voir Fiche technique et Distribution.
Delightful Forrest (快活林, Kuai huo lin) est un film hongkongais coréalisé par Chang Cheh et Pao Hsueh-li et sorti en 1972. Il s'agit d'une adaptation d'un épisode du roman Au bord de l'eau, qui décrit les circonstances dans lesquelles Wu Song rejoint le repaire des criminels des marais du mont Liang.

## Synopsis

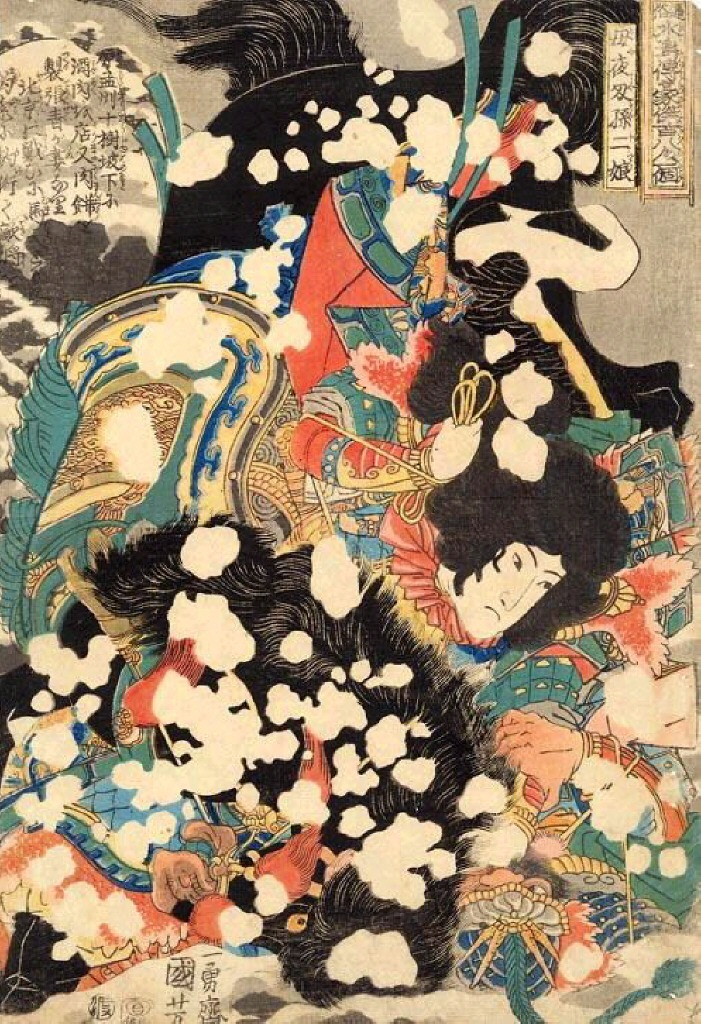
L'aubergiste maléfique Sun-la-cadette terrasse un ennemi.

L'instructeur militaire alcoolique Wu Song, célèbre dans toute la contrée pour avoir assassiné un tigre, est inculpé du meurtre sauvage de sa belle-sœur Lotus-d'Or et de l'ami de cette dernière, Ximen Qing, qu'il accuse d'avoir hâté la mort de son frère.
Condamné, il est exilé à Mengzhou : en chemin, il fait la connaissance d'un couple d'aubergistes criminels dépendant du réseau illégal du mont Liang, Zhang Qing, (surnommé Le Jardinier) et l'enjôleuse Sun-la-cadette (surnommée L'Ogresse), avec lesquels il se lie d'amitié et dont il devient le frère juré. Parvenu à destination, il ne tarde pas à s'attirer les bonnes grâces de Shi En (surnommé Le Léopard aux yeux d'or), fils du chef de la prison, qui tient une maison de jeux et de débauche dans le Las Végas local éponyme, une localité baptisée "La Forêt des Délices". Ayant perdu le contrôle de l'établissement à la suite d'une OPA musclée sans contrepartie financière, ce dernier demande à Wu Song d'entrer à son service et de délôger son rival, Jiang Zhong. Wu Song accepte mais demande en contrepartie de pouvoir assouvir en chemin sa passion pour la pratique du binge drinking.
Après avoir déclenché un esclandre provoqué par la découverte d'un poil pubien dans l'un de ses baozi, Wu Song utilise la violence pour déposséder Jiang Zhong de son bien, après avoir commis des voies de fait envers l'épouse de ce dernier. Mais ce dernier peut compter sur l'aide des autorités gouvernementales incarnées par le magistrat monsieur Zhang.

## Fiche technique
- Titre original : 快活林 (Kuai huo lin)
- Réalisation : Chang Cheh, Pao Hsueh-li
- Scénario :  	I Kuang, Chang Cheh, Chin Shu-mei, d'après le roman de Shi Nai'an
- Photographie : Jua Ting-pang
- Chorégraphie des combats : Tang Chia, Liu Chia-liang, Liu Chia-yung, Chen Chuan
- Musique : Chen Young-yu (officiellement), Ennio Morricone (non crédité : adaptations des BO d'Il était une fois dans l'Ouest et Il était une fois la révolution)
- Société de production : Shaw Brothers
- Pays d'origine : Hong Kong
- Langue originale : mandarin
- Format : Couleurs - 2,35:1 - Mono - 35 mm
- Genre : wuxiapian
- Durée : 92 min
- Date de sortie : 20/09/1972

## Distribution
- Ti Lung : Wu Song
- Chu Mu : Jiang Zhong
- Tien Ching : Shi En, dit Le Léopard aux yeux d'or
- Yue Feng : Sun-la-cadette, dite L'Ogresse, une aubergiste
- Liu Chia-yung : Ximen Qing, un pharmacien épicurien
- Tsang Choh-lam : un serviteur du gouverneur